# Le Maître du monde (film, 1954)
Pour les articles homonymes, voir Le Maître du monde.
Pour plus de détails, voir Fiche technique et Distribution.
Le Maître du monde (Tobor the Great) est un film de science-fiction américain réalisé par Lee Sholem, sorti en 1954.

## Synopsis
A l’ère de la conquête spatiale, le docteur Ralph Harrison démissionne de ses fonctions à la Commission Interplanétaire Fédérale Civile car il refuse d'envoyer des hommes dans les fusées sans savoir quels dangers sont présents dans l'espace. Il est aussitôt contacté par le professeur Arnold Nordstrom, qui partage avec lui son opinion, pour travailler ensemble sur son invention nommée Tobor, un robot cosmonaute capable de ressentir des émotions humaines et qui pourrait sans soucis prendre la place d'un pilote humain dans une fusée pour conquérir l'espace. Alors qu'il l'aide à le perfectionner, Harrison fait connaissance avec sa fille Janice et son petit-fils Brian, un passionné de technologie et qui se lie d'amitié avec Tobor. 
Mais la création révolutionnaire de Nordstrom est convoitée par des espions, menés par le docteur Gustav. Après une tentative infructueuse de voler les plans de conception de Tobor, Gustav et ses complices enlèvent Nordstrom et son petit-fils. Grâce à un transmetteur dissimulé dans un stylo-plume qui permet de communiquer avec Tobor, le créateur active son robot pour qu'il vienne le sauver lui et son petit-fils. 
Accompagnés d'Harrison et de militaires, Tobor les délivre des griffes du docteur Gustav et de ses espions.

## Fiche technique
- Titre original : Tobor the Great
- Titre français : Le Maître du monde
- Réalisation : Lee Sholem
- Scénario : Carl Dudley et Philip MacDonald
- Montage : Basil Wrangell
- Musique : Howard Jackson
- Photographie : John L. Russell Jr.
- Production : Richard Goldstone
- Sociétés de production : Dudley Pictures Corporation
- Société de distribution : Republic Pictures
- Pays d'origine :  États-Unis
- Langue originale : anglais
- Format : Noir et blanc
- Genre : science-fiction
- Durée : 77 minutes
- Date de sortie : 
  - États-Unis : 1er septembre 1954

## Distribution
- Charles Drake : Dr. Ralph Harrison
- Karin Booth : Janice Roberts
- Billy Chapin : Brian “Gadge” Roberts
- Taylor Holmes : professeur Arnold Nordstrom
- Alan Reynolds : Gilligan, un reporter
- Steven Geray : le chef des espions
- Henry Kulky : Paul, un espion
- Franz Roehn : Karl
- Hal Baylor : Max
- Peter Brocco : Dr. Gustav
- Norman Field : le commissaire
- Robert Shayne : le général
- Lyle Talbot : l'amiral
- Emmett Vogan : le membre du congrès
- William Schallert : Johnston, un reporter
- Helen Winstonas : le secrétaire
- Lew Smith : Tobor